# Braulino Garcia
Braulino Garcia (Campo Grande, 24 de junho de 1905 – ?, 6 de outubro de 1962) foi um político brasileiro, prefeito de Três Lagoas.
Filho de Flávio Garcia de Sousa e de Herondina Teodora de Sousa, foi engenheiro agrônomo e fazendeiro. Casou-se com Brasilina Alves Garcia e teve os seguintes filhos: Flávio Garcia e Flor de Lis Garcia.
Foi nomeado prefeito treslagoense no período da Revolução Constitucionalista, da qual Três Lagoas participou ao lado de São Paulo. Exerceu o cargo no período de 22 de julho a 27 de setembro de 1932.